# Hizb França
 (mars 2023).
Si vous disposez d'ouvrages ou d'articles de référence ou si vous connaissez des sites web de qualité traitant du thème abordé ici, merci de compléter l'article en donnant les références utiles à sa vérifiabilité et en les liant à la section « Notes et références ».
Hizb França, de l'arabe : حزب فرنسا signifiant Parti de la France, est un courant, un mythe, une expression à connotation fortement péjorative du champ politique en Algérie. Son apparition remonte aux premières années de l’indépendance du pays pour désigner des présumés groupes de pression d'algériens francophones et francophiles supposés « faire le jeu de la France » et considérés comme les ennemis de l'Algérie.

## Histoire
Houari Boumédiène fut, après l'indépendance, le premier à parler de « Hizb França » pour désigner ceux qui s'opposaient à sa politique, notamment celle des nationalisations. Bélaïd Abdesselam, qui fut son ministre de l'Industrie, l'évoque précisément dans ses mémoires: « Quand on a marqué le coup aux Français, apparemment tout le monde était content, mais dans le gouvernement, dans le Conseil de la révolution, dans l'appareil de l'État, il y avait le "Hizb França" ». Ce serait également des soi-disant déserteurs de l'armée française durant la guerre d'Algérie qui auraient infiltré l'armée algérienne avec l'aide de la France. 

### Évolution au fil des années de l’anathème «Hizb França» dans la vie politique algérienne
Dans les années 1980 et 90, l'expression est très utilisée dans le champ politique pour critiquer l'adversaire. Les journalistes l'utilisent également couramment, pour décrire cette 5e Colonne, le parti des « ennemis (algériens) de l'Algérie », selon qu'on définit l'Algérie comme « arabo-musulmane » ou « moderne ». L'anathème « Hizb França » sert à diaboliser l'adversaire en le « dénationalisant », son usage et son objet ont varié au fil du temps, mais il renvoie toujours en effet au nationalisme dans sa dimension la plus passionnelle. Comme une grande partie de l'enseignement supérieur est en français les enseignants de ces filières sont également désignés par « Hizb França », ainsi que les francophones ou les personnes qui ont un mode de vie « occidental ». 

### «Hizb França» et l'ouverture démocratique
Lors des évènements du 5 octobre 1988 « Hizb França » a été explicitement mis en cause par la presse étatique du pays et par de hauts responsables de la nomenklatura du parti unique. Benamar Banaouda, déjà cité, a déclaré dans une interview-fleuve publiée par le journal gouvernemental et arabophone L'Unité : « Il y a la main de la France dans les derniers évènements. La preuve en est que cette opération est intervenue après la décision tranchée du Président de la République de mettre fin à l'ère des établissements scolaires sous tutelle de la France en Algérie », ce qui signifie « l'indépendance idéologique envers la France ». « La France a estimé qu'il faut détruire le gouvernement algérien et le Président Chadli Bendjedid qui s'est dressé contre la francophonie. Ce point de vue est plausible et raisonnable, car l'Algérie est le pays qui compte le plus grand nombre de personnes parlant français, avec la France ». 
Les intellectuels, peu nombreux, qui seraient favorables à un certain bilinguisme, les partisans de l'arabe dialectal, les écrivains en langue française, pire, ceux qui défendent le berbère, tous vont être catalogués de « Hizb França ». Kateb Yacine et Mouloud Mammeri (dont la chaire de berbère à l'université d'Alger, a été supprimée en octobre 1973) sont ainsi pris pour cibles.
À l'issue du premier tour des élections législatives de décembre 1991, L'Hebdo libéré, journal anti-islamiste, anti « Hizb França »  et anti-FFS (Front des forces socialistes de Hocine Aït Ahmed), a lancé le slogan « 3F+F » (FIS-FFS-FLN+France) pour discréditer les trois partis sortis des urnes. Le FIS serait ainsi sinon une création française, du moins soutenu par la France qui soutiendrait également Aït Ahmed.
Lors d'une conférence de presse en février 1993, Bélaïd Abdesselam alors Premier ministre accuse les « laïco-assimilationnistes » de  « Hizb França », accusation qui le rendit suspect de sympathie avec les islamiste du Front islamique du salut (FIS).
Même les islamistes vont ajouter le terme « Hizb França » dans leur arsenal idéologique pour traiter leurs opposants laïcs, démocrates et ceux qui parlent français de « Hizb França », « il ne faut plus apprendre le français mais l'anglais, ceux qui parlent ou enseignent le français sont des traîtres parce que non musulmans ». En décembre 1989, Abbassi Madani, le leader du Front islamique du salut (FIS), traite le Mouvement des femmes « d'épervier(s) du néocolonialisme et d'avant-garde de l'agression culturelle ». Mais lui-même est traité par ses adversaires d'« agent de l'étranger » et même parfois de « Hizb França ».
L'anathème « Hizb França » ou le « parti la France » ne peut pas être utilisé comme instrument d'analyse politique.

## Publications
En l'an 2000, l'ex-premier ministre algérien Abdelhamid Brahimi publie à Londres où il s'est exilé un ouvrage intitulé «Aux origines de la tragédie algérienne (1958-2000) Témoignage sur hizb França ».